# Rolde
Rolde és una revista de cultura aragonesa creada a Saragossa el 1977 pel Rolde de Estudios Nacionalista Aragonés, i d'ençà del 1991 de n'encarrega el Rolde de Estudios Aragoneses. Hom pot publicar-hi en aragonès, català o castellà treballs d'investigació, erudició i assaig amb uns altres de creació literària i artística de temàtica aragonesa.
La publicació sempre ha mantingut un tarannà obert i plural, amb els anys ha augmentat el nombre de pàgines i l'extensió de treballs publicats, i hi ha publicat intel·lectuals aragonesos de prestigi com Eloy Fernández Clemente. Políticament, assumeix alguns principis d'esquerra i de partits com Moviment Nacionalista Aragonès i Partit Socialista d'Aragó, i es defineix com a instrument de reivindicació, coneixement, anàlisi i ensenyament de la cultura aragonesa per tal de contribuir a la construcció d'un futur per a Aragó.